# Monte Pelato
Il Monte Pelato è un rilievo dei Monti Simbruini che si trova nel Lazio, nella Città metropolitana di Roma Capitale, nel comune di Cervara di Roma.